# Petaurus gracilis
Petaurus gracilis е вид бозайник от семейство Petauridae. Видът е застрашен от изчезване.

## Разпространение
Разпространен е в Австралия (Куинсланд).